# 2028
Rok 2028 (MMXXVIII) gregoriánského kalendáře začne v sobotu 1. ledna, skončí v neděli 31. prosince a bude přestupný. V České republice bude mít 250 pracovních dnů a 13 státních a ostatních svátků, z toho 10 jich připadá na mimovíkendové dny. Dle židovského kalendáře nastane přelom roků 5788 a 5789, dle islámského kalendáře 1449 a 1450.

## Očekávané události
- 14. dubna – částečné zatmění Slunce
- 26. června – asteroid (153814) 2001 WN5 proletí okolo Země ve vzdálenosti 248 000 km (0,00166 AU)
- 21. července – 6. srpna – XXXIV. letní olympijské hry v americkém Los Angeles
- 10. října – ukončení rozšířené podpory operačního systému Windows Server 2019
- 26. října – asteroid (35396) 1997 XF11 proletí okolo Země ve vzdálenosti 930 000 km (0,0062 AU)
- 7. listopadu – Volby prezidenta USA

### Neznámé datum
- dokončení nahrazování vojenských letounů A-10 Thunderbolt a F-16 Flighting Falcon za F-35 Lightning II
- Africká měnová unie, zavedení společné měny pro členské státy Africké unie
- vyprší pronájem přístavu Moldauhafen v Hamburku pro Českou republikou
- měla by být v České republice dokončena dálnice D11.
- V Chile by měl být zprovozněn největší dalekohled na světě – Extrémně velký dalekohled

## Fikce
Zde jsou uvedena některá díla, jejichž děj se odehrává (zcela nebo částečně) v roce 2028.

### Počítačové hry a videohry
- Blood II: The Chosen (1998)
- Carmageddon (1997)
- Trauma Center: New Blood (2007)

## Výročí

### Výročí narození
- 8. února – Jules Verne, francouzský spisovatel (200 let)
- 26. února – Ema Destinnová, česká operní pěvkyně (150 let)
- 4. března – Antonio Vivaldi, italský hudební skladatel (400 let)
- 14. června – Che Guevara, argentinský revolucionář (100 let)
- 20. července – Pavel Kohout, český spisovatel (100 let)
- 6. srpna – Andy Warhol, americký výtvarník (100 let)
- 9. září – Lev Nikolajevič Tolstoj, ruský spisovatel (200 let)
- 7. listopadu – James Cook, britský mořeplavec (300 let)
- 18. prosince – Josif Vissarionovič Stalin, ruský politik (150 let)

### Výročí úmrtí
- 10. ledna – Carl Linné, švédský přírodovědec (250 let)
- 6. dubna – Albrecht Dürer, německý malíř (500 let)
- 16. dubna – Francisco Goya, španělský malíř (200 let)
- 30. května – Voltaire, francouzský filozof (250 let)
- 18. června – Roald Amundsen, norský polární badatel (100 let)
- 2. července – Jean-Jacques Rousseau, francouzský filozof (250 let)
- 12. srpna – Leoš Janáček, český hudební skladatel (100 let)
- 26. srpna – Přemysl Otakar II., český král (750 let)
- 19. listopadu – Franz Schubert, rakouský hudební skladatel (200 let)
- 29. listopadu – Karel IV., český král a římský císař (650 let)